# 한번쯤
〈한번쯤〉은 대한민국의 싱어송라이터 송창식의 노래이다. 1974년 송창식 《한번쯤》에 실렸다.

## 참여 스텝
- 작사: 송창식
- 작곡: 송창식
- 편곡: 송창식
- 노래: 송창식

## 장르
- 전주/간주:폴카
- 노래:디스코&소울
- 후주:천천히